# Šimići
Šimići su naseljeno mjesto u sastavu Grada Banje Luke, Republika Srpska, BiH i nalazi se otprilike 30 km sjeverno od Banje Luke.

## Povijest
U izvješću prvog apostolskog vikara, biskupa fra Mato Delivića iz 1737. o pohodu župama Bosne tijekom 1736. u župi Ivanjska između ostalih spominje se i mjesto Šimići, s 15 katoličkih kuća i 180 katolika.
Apostolski vikar, biskup fra Pavao Dragičević u svome izvješću o kanonskom pohodu bosanskohercegovačkim župama između 1741. i 1743. u župi Ivanjska navodi i mjesto Šimiće, s 20 katoličkih obitelji i 139 katolika, od čega su bile 102 odrasle osobe i 37 djece, a prema izvješću apostolskog vikara biskupa fra Marijana Bogdanovića iz 1768. također u župi Ivanjska navodi se mjesto Šimići, s 34 katoličke obitelji i 250 katolika, od čega je bilo 16 7 odraslih osoba i 83 djece.
Prema popisu biskupa fra Augustina Miletića iz 1813. godine o stanju župa i duša Apostolskog vikarijata u Bosni srebreničko-otomanskoj u župi Ivanjska navode se i mjesta koja danas pripadaju župi Šimići, a to su: Mičije (10 katoličkih kuća i 81 katolik, a od toga je bilo 37 odraslih osoba i 44 djece) i Šimići (48 katoličkih obitelji s 359 katolika, a od toga je bilo 198 odraslih osoba i 161 dijete).
U Šematizmu Bosne Srebrene za 1856., a prema podatcima iz 1855., u župi Ivanjska između ostalih spominju se i ova naselja: Mičije (19 katoličkih obitelji sa 175 katolika), Šimići (62, 482) i Užari (4, 31), a prema podatcima Šematizma Bosne Srebrene za 1864. u župi Ivanjskoj navode se i mjesta koja danas pripadaju župi Šimići, a to su: Mičije (18 katoličkih kuća sa 192 katolika), Šimići (60, 525) i Užari (4, 39).
Prema podatcima Šematizma Bosne Srebrene za 1877. u župi Ivanjska navode se i mjesta koja danas pripadaju župi Šimići, a to su: Mičije (20 katoličkih kuća i 188 katolika), Šimići stari (50, 307), Šimići novi (25, 218) i Užari (7, 48). U Imeniku klera i župa za 1885., a prema podatcima iz 1884., u župi Ivanjska navode se i ova naselja: Mičije (200 katolika), Šimići stari i novi (630) i Užari (67).
Prema podatcima Šematizma Banjalučke biskupije za 1892. godinu župi Ivanjska pripadala su i ova naselja: Mičije (216 katolika), Šimići (533) i Užari (69).
U Šematizmu Banjalučke biskupije za 1900. u župi Ivanjska nalazimo naselja koja danas pripadaju župi Šimići, a to su: Mičije (231 katolik), Šimići (836) i Užari (69).

## Župa Šimići
Odvajanjem od matične župe Ivanjska godine 1921. nastala je samostalna kapelanija Šimići, koja se od 1930. vodi kao župa.
Prva župna crkva na lokaciji "Pod Lisinom" sagrađena je 1925. Kad je postala premalena i trošna, donesena je odluka da se gradi nova, na povoljnijem mjestu, na uzvisini blizu puta. Gradnja nove crkve na sadašnjem mjestu počela je 1970. Nedovršena, dugo je služila svojoj svrsi. Upravo kad je gradnja okončana ekstremi Srbi teško su je oštetili, opljačkali i devastirali 1995. Sada je u sklopu crkve obnovljena samo kapelica koja služi malobrojnim preostalim vjernicima.
Prva župna kuća sagrađena je "Pod Lisinom" 1922., ali je ona 1950. pod nerazjašnjenim okolnostima izgorjela. Druga je sagrađena na istome mjestu tek desetak godina poslije. Sadašnja župna kuća građena je uz novu crkvu tijekom 1970. i 1971., a desetak godina poslije obnovljena je. U posljednjem desetljeću u njoj su boravile srpske izbjeglice, a župnik je samo spletom sretnih okolnosti preživio napad vatrenim oružjem. Nesretnim slučajem gotovo je posve izgorjela 2004., ali je iste godine temeljito obnovljena.
Prije rata u selu Mičije postojala je područna crkvica posvećena sv. Anti. I ona je bila jako oštećena, a sada je obnovljena. Osim toga u župi je bilo još sedam grobljanskih kapelica u mjestima Javorac, Jurkići, Kose, Novi Šimići, Srednji Šimići, Stari Šimići i Užari. Sve su one u "ratu bez rata" opljačkane, teško devastirane ili posve srušene. Dosada je obnovljena samo kapelica u Starim Šimićima.
U župi Šimići od 28. studenoga 1981. do 1995. djelovale su dvije sestre Klanjateljice Krvi Kristove, sve dok nisu prognane.
Župom Šimići upravlja dijecezanski svećenik, a pripadaju joj ova naselja: Javorac, Jurkići, Kose, Mičije, Šimići (Stari, Srednji i Novi) i Užari. Od nekoć velike župe u njoj živi samo nekoliko desetaka uglavnom starijih vjernika.
Od važnijih hrvatskih kulturnih udruga i ustanova u župi Šimići djelovalo je povjerenstvo Hrvatskoga kulturnog društva Napredak od 1924. do 1926. godine.
Prema podatcima Šematizma Banjalučke biskupije za 1935. u župi Šimići navode se ova naselja: Šimići Stari (612 katolika, 1 pravoslavac i 2 muslimana), Šimići Srednji (328 katolika), Šimići Novi (389 katolika), Kose (193 katolika), Mičije (575 katolika) te Torlak i Užari (433 katolika).
Prema podatcima Šematizma Banjalučke biskupije za 1960. u župi Šimići navode se ova naselja: Šimići Stari (798 katolika), Šimići Srednji (420), Šimići novi (410), Kose (275), Mičije (615), Torlak (348) i Užari (192).
Prema podatcima od 31. prosinca 2005. župa Šimići imala je samo 28 katoličkih obitelji. Broj katolika po naseljima bio je ovakav: Šimići Stari (8 katolika), Šimići Srednji (1), Šimići Novi (15), Kose (4), Mičije (13) i Užari (7).
Ovakvo katastrofalno stanje broja katolika Hrvata u župi Šimići posljedica je njihova nasilnog iseljavanja i protjerivanja koje je provodila ekstremna srpska politika između 1991. i 1995. te nakon toga.

## Stanovništvo
| Šimići             |                |                |                |
| godina popisa      | 1991.          | 1981.          | 1971.          |
| Hrvati             | 1.493 (98,48%) | 1.878 (93,90%) | 2.507 (99,01%) |
| Srbi               | 8 (0,52%)      | 7 (0,35%)      | 8 (0,31%)      |
| Muslimani          | 0              | 1 (0,05%)      | 1 (0,03%)      |
| Jugoslaveni        | 0              | 91 (4,55%)     | 1 (0,03%)      |
| ostali i nepoznato | 15 (0,98%)     | 23 (1,15%)     | 15 (0,59%)     |
| ukupno             | 1.516          | 2.000          | 2.532          |